# Padasuka (Maja)
Padasuka is een bestuurslaag in het regentschap Lebak van de provincie Banten, Indonesië. Padasuka telt 4359 inwoners (volkstelling 2010).